# 黎神宗
黎神宗（越南语：／；1607年—1662年11月2日（萬慶元年九月二十二）），名黎维祺（越南语：／），越南后黎朝第十八代皇帝，1619年—1643年和1649年—1662年兩次在位。

## 生平
他是黎敬宗的长子。1619年，郑松胁迫黎敬宗自缢而死，并拥立敬宗长子黎维祺为帝，是为黎神宗。1643年，郑梉胁迫黎神宗禅位给儿子黎维祐。1648年，郑阮战争後，黎真宗死去，黎神宗复位。1662年，黎神宗死後，次子玄宗黎维䄔即位。
黎神宗以自己生日為「壽陽節」，并令有司構行禮於天市。他膝下一共四子，四子最終均踐帝位，當時頗為美談。

## 評價
《大越史記全書》:「帝隆準龍顏，聰明博覽，深略緯文，可稱令辟，然宮闈無制，教惑浮屠，此其所短也。」

## 年号
- 永祚 1618年—1629年
- 德隆 1629年—1635年
- 陽和 1635年—1643年

- 慶德 1649年—1653年
- 盛德 1653年—1658年
- 永壽 1658年—1662年
- 萬慶 1662年

## 家族

### 後宮
- 皇后鄭氏玉，鄭主鄭梉之女，黎真宗尊為皇太后
- 貴妃阮氏，黎真宗生母，追尊明淑皇太后
- 宮人范氏玉厚（《皇太后碑》稱范氏玉瑩），黎玄宗生母，尊為端純皇太后[3]
- 宮人黎氏玉環，黎嘉宗生母，尊為昭儀
- 宮人鄭氏玉搢，黎熙宗生母，嘉定縣東塊人，《大越史記全書》誤作鄭氏玉

### 子女
1. （廢）皇太子黎維䄚[4]
2. 真宗黎維祐
3. 玄宗黎維䄔
4. 嘉宗黎維禬
5. 熙宗黎維祫，神宗遺腹子